# Première dame d'Égypte

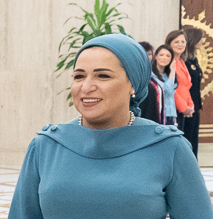
Entissar Amer, épouse du président Abdel Fattah al-Sissi.

Le titre de première dame d'Égypte est attribué à l'épouse du président de la République d'Égypte. 
L'actuelle première dame est Entsar Amer.

## Liste des épouses des présidents de la République arabe d'Égypte
| Nom                | Début du mandat   | Fin du mandat     | Président                         |
| ------------------ | ----------------- | ----------------- | --------------------------------- |
| Aziza M. Labib     | 18 juin 1953      | 14 novembre 1954  | Muhammad Naguib                   |
| Tahia Kazem        | 23 juin 1956      | 28 septembre 1970 | Gamal Abdel Nasser                |
| Jihane el-Sadate   | 28 septembre 1970 | 6 octobre 1981    | Anouar el-Sadate                  |
| Wafeya el Otefi    | 6 octobre 1981    | 14 octobre 1981   | Soufi Abou Taleb (intérim)        |
| Suzanne Moubarak   | 14 octobre 1981   | 11 février 2011   | Hosni Moubarak                    |
| Vacance            | 11 février 2011   | 30 juin 2012      | Conseil suprême des forces armées |
| Naglaa Ali Mahmoud | 30 juin 2012      | 3 juillet 2013    | Mohamed Morsi                     |
| Nom inconnu        | 3 juillet 2013    | 8 juin 2014       | Adli Mansour                      |
| Entissar Amer      | 8 juin 2014       | en cours          | Abdel Fattah al-Sissi             |

## Sources
- (en) Cet article est partiellement ou en totalité issu de l’article de Wikipédia en anglais intitulé « First Lady of Egypt » (voir la liste des auteurs).